# 泛林集团
，或譯拉姆研究，總部位於美国加州矽谷，專門生产、设计、销售半导体設備。與應用材料（AMAT）、艾斯摩爾（ASML）並列為全球前三大半導體設備製造商，也是財星美國500強企業，提供先進技術與服務給各國半導體業者，營運據點分佈在全球18個國家。
該公司掌握許多高科技半導體設備的關鍵技術，尤其在蝕刻和薄膜沉積製程的領域，因此被美國商務部列管為出口管制企業，出售產品設備須獲得政府批准，並且不得出售14奈米以下的先進製程設備至管制名單國家，例：中國、俄羅斯、北韓、伊朗等等。

## 历史
该公司「Lam」字樣，是越南華僑林姓的意思，由廣東出身西貢長大的華裔科学家和企业家林傑屏成立于1980年，总部位于硅谷。1984年5月在纳斯达克挂牌上市。
2006 年，Lam Research 收購了 Bullen Semiconductor，即現在的 Silfex, Inc.。
2008 年Lam Research 收購了 SEZ AG，現為 Lam Research AG。
2011年泛林集團同意以33億美元收購加州聖荷西晶片設備製造商Novellus Systems。該交易於2012年6月完成。
2018年时它是旧金山湾区仅次于特斯拉汽车的第二大制造商。据 Bloomberg数据，2023年全球五大半导体设备制造商分别为應用材料（AMAT）、艾司摩爾（ASML）、 科林研發（Lam Research）、東京威力科創（TEL）、科磊（KLA），这五大半导体制造商在2018年以其领先的技术、强大的资金支持占据着全球半导体设备制造业超过 70%的市佔。